# Berceni, Ilfov
Berceni là một xã thuộc hạt Ilfov, România. Dân số thời điểm năm 2002 là 4109 người.